# Zúñiga (Navarre)
Pour les articles homonymes, voir Zúñiga.
Zúñiga est une municipalité de la communauté forale de Navarre, dans le Nord de l'Espagne.
Elle est située dans la zone linguistique mixte de la province, à 71 km de sa capitale, Pampelune.
Zúñiga a donné son nom à la maison de Zúñiga, une des plus anciennes maisons d'Espagne, qu'on fait descendre d'Alphonse, infant de Navarre, et de Sanctie, dame et héritière du domaine de Zúñiga.

## Démographie
| Évolution démographique                                | Évolution démographique | Évolution démographique | Évolution démographique | Évolution démographique | Évolution démographique | Évolution démographique | Évolution démographique | Évolution démographique | Évolution démographique | Évolution démographique |
| 1996                                                   | 1998                    | 1999                    | 2000                    | 2001                    | 2002                    | 2003                    | 2004                    | 2005                    | 2006                    | 2007                    |
| ------------------------------------------------------ | ----------------------- | ----------------------- | ----------------------- | ----------------------- | ----------------------- | ----------------------- | ----------------------- | ----------------------- | ----------------------- | ----------------------- |
| 130                                                    | 126                     | 118                     | 114                     | 111                     | 162                     | 173                     | 183                     | 178                     | 181                     | 157                     |
| Sources: Zúñiga et instituto de estadística de navarra |                         |                         |                         |                         |                         |                         |                         |                         |                         |                         |

## Personnalités
- Marcos de Santa Teresa (1677-1754) : frère carmélite et architecte.

### Sources
- (es) Cet article est partiellement ou en totalité issu de l’article de Wikipédia en espagnol intitulé « Zúñiga » (voir la liste des auteurs).